# Suevit

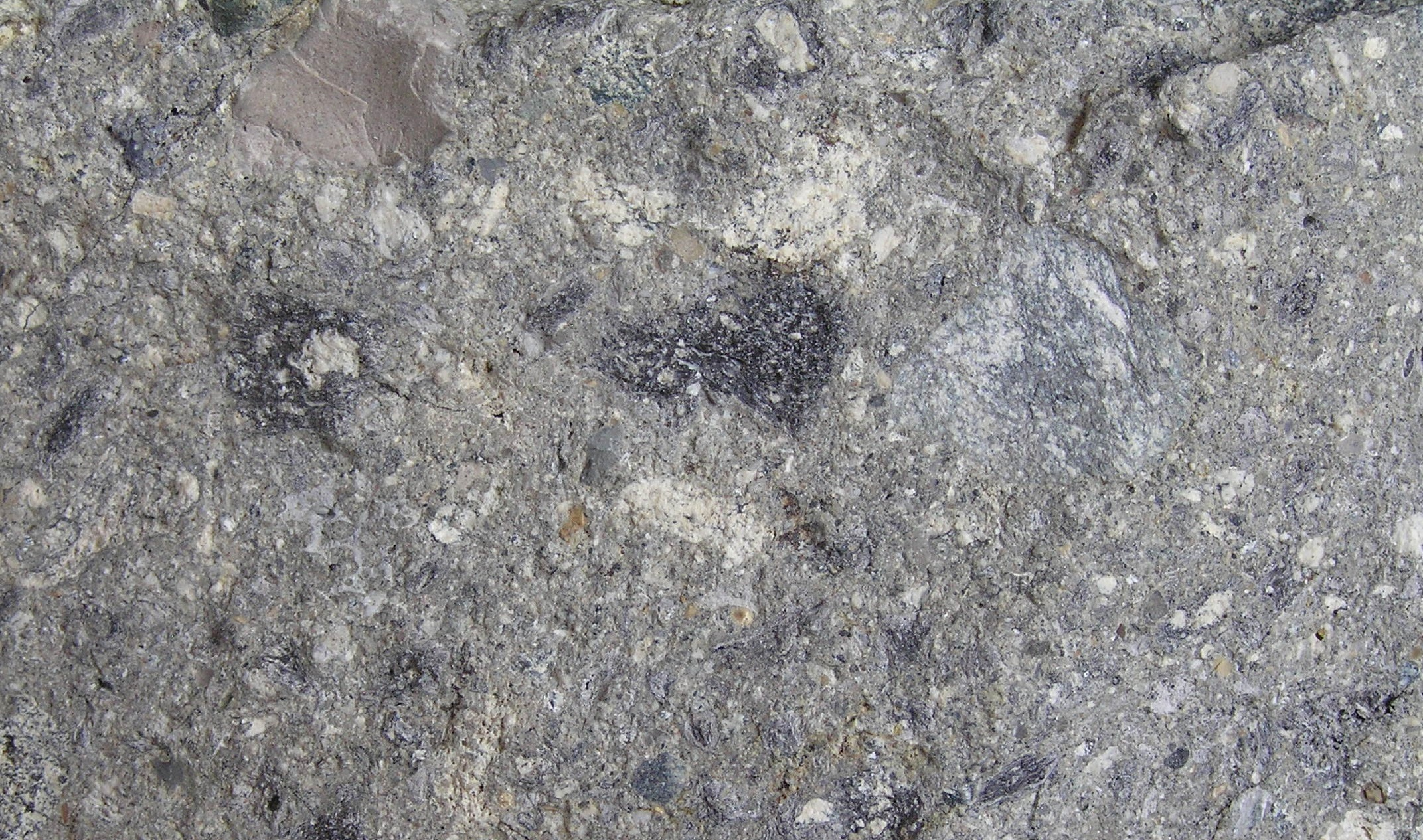
Suevit aus dem Nördlinger Ries (Typlokalität). Im Handstück lassen sich gut die dunklen Impaktschmelzen erkennen.

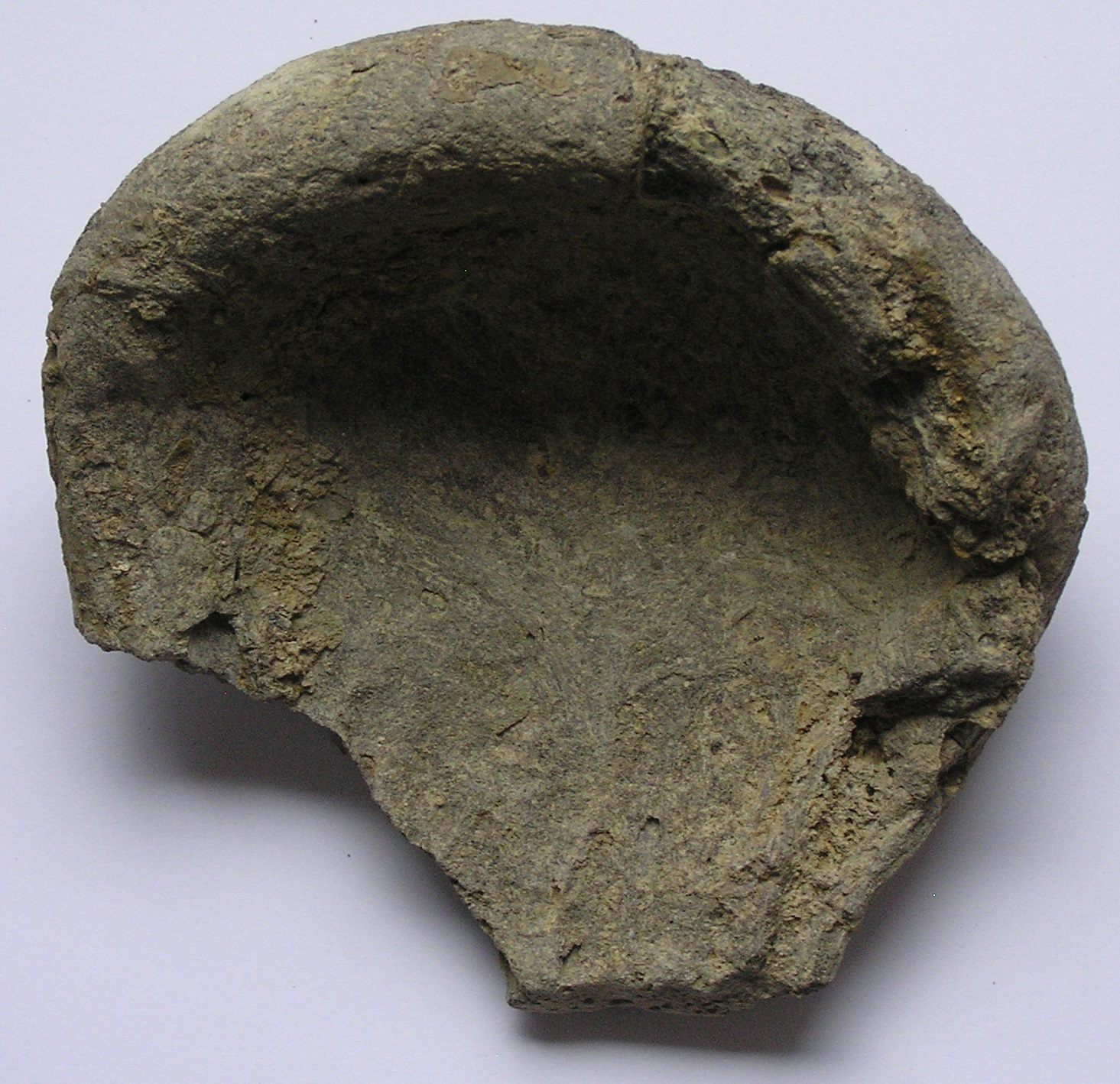
„Flädle“ aus dem Suevit (Nördlinger Ries). Das Handstück weist die charakteristische Wulst am Rand auf.

Suevit ist ein Impaktit, ein Gestein, das durch den Aufschlag eines Meteoriten entstanden ist. Typischerweise enthält Suevit neben zermahlenem Grundgestein und zu Impaktglas erstarrten Schmelzen einige Minerale, die nur bei extrem hohen Drücken und Temperaturen entstehen, wie Stishovit, Coesit und diaplektische Gläser. Reste des Impaktors können ebenfalls enthalten sein.
Ursprünglich wurde der Suevit im Nördlinger Ries beschrieben, woher sich auch der Name Schwabenstein vom lateinischen Suevia für Schwaben ableitet. Heute sind Suevite auch aus zahlreichen anderen Impaktkratern bekannt.

## Suevit im Nördlinger Ries
Der Suevit wurde erstmals 1792 von dem Ingenieur Carl von Caspers unter dem Namen Feuerduftstein beschrieben. Caspers verwendete das Gestein beim Ausbau der Festung Ingolstadt als Trass zur Herstellung von wasserfestem Zement. Der Geologe Adolf Sauer leitete 1919 für das zu dieser Zeit nur aus dem Ries bekannte Gestein den Namen Suevit vom lateinischen Suevia für Schwaben ab. Lange Zeit wurde der Suevit als vulkanisches Gestein angesehen, ähnlich dem Tuff. Erst um 1960 konnte die Entstehung des Rieskraters, und damit auch die des Suevit, durch einen Impakt erklärt werden. Die im Suevit gefundenen Hochdruckminerale Stishovit und Coesit spielten dabei eine zentrale Rolle. Auch die Datierung des Einschlags auf ein Alter von 14,3 bis 14,5 Millionen Jahren wurde durch Untersuchung der Schmelzgläser und Moldavite möglich.

### Entstehung
Beim Ries-Ereignis vor rund 14,4 Millionen Jahren wurden bei der explosionsartigen Verdampfung des Meteoriten und des umgebenden Gesteins große Mengen an zermahlenem Gestein und Gesteinsschmelze ausgeworfen.
1981 wurden von Günther Graup erstmals terrestrische Chondren im Suevit des Ries-Kraters gefunden, die strukturelle Ähnlichkeiten mit meteoritischen Chondren aufweisen. Da die Bildung der lunaren und meteoritischen Chondren bis heute nicht geklärt ist, scheint die Bildung während meteoritischer Kollisionen als eine mögliche Erklärung. 1999 wurden erstmals Strukturen von Günther Graup aus dem Auswurfsuevit beschrieben, die belegen, dass während des Impakts große Mengen an Carbonatschmelzen (bis 50 Vol.-%) entstanden, die aus den Malmkalken (Weißer Jura) des Einschlaggebiets gebildet wurden.

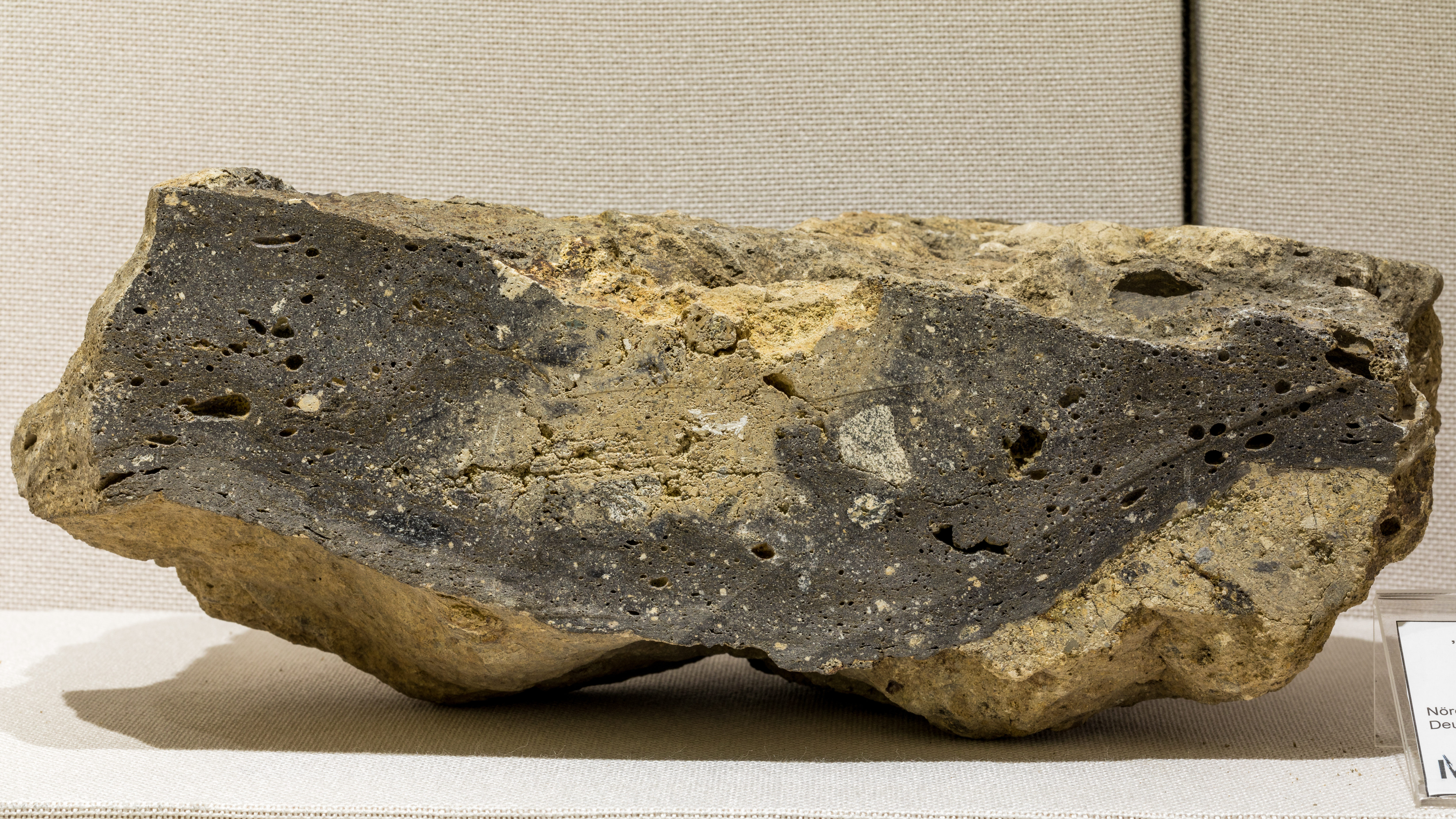
Flädle in Suevit aus dem Nördlinger Ries

Die im Suevit eingelagerten Gläser („Flädle“) wurden aus den mesozoischen Tonsteinen des Einschlaggebiets gebildet. Petrographische Daten belegen, dass auch die feinkörnige Matrix zu einem erheblichen Anteil aus thermisch veränderten Sedimenten besteht. Mehrere Befunde (z. B. Korngrößenverteilung, eingeregelte Komponenten, feinkörniger Basistuff, Entgasungskanäle) belegen, dass der Auswurfmechanismus dem eines pyroklastischen Stroms (Ignimbrit) gleicht. Die im Suevit eingelagerten Schmelzgläser zeugen von Temperaturen von bis zu 1950 °C. Durch den Nachweis mehrerer metastabiler Hochdruckmodifikationen und petrographische Befunde kann belegt werden, dass die Abkühlung des Suevits rasch erfolgte.

### Vorkommen

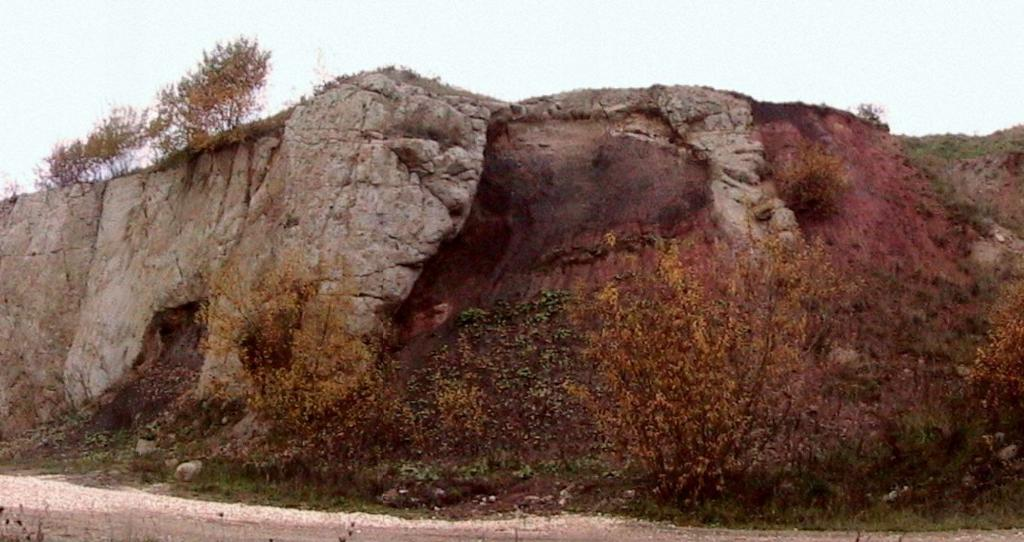
Suevit überlagert Bunte Brekzie

Bohrungen im Ries haben gezeigt, dass der Rieskrater bis zu 400 Meter hoch mit Suevit aufgefüllt ist. Dieser Rückfallsuevit wurde später von Sedimenten des nach dem Einschlag entstandenen Sees überlagert und ist oberflächlich daher nicht mehr zugänglich. In der Umgebung des Rieses ist allerdings Auswurfsuevit in isolierten Vorkommen mit einer Ausdehnung von bis zu einem Quadratkilometer und einer Mächtigkeit von bis zu 25 Metern anzutreffen. Dieser liegt stets auf den aus dem Ries ausgeworfenen Bunten Trümmermassen auf. Daraus kann geschlossen werden, dass der Suevit aus der Glutwolke des Impakts abgelagert wurde, nachdem der ballistische Auswurf der Trümmermassen aus dem Krater abgeschlossen war. Etwa 150 Kubikkilometer Gestein wurden ausgeworfen und Gesteinsbrocken noch in einer Entfernung bis zu ca. 450 Kilometern gefunden (z. B. in Prag).

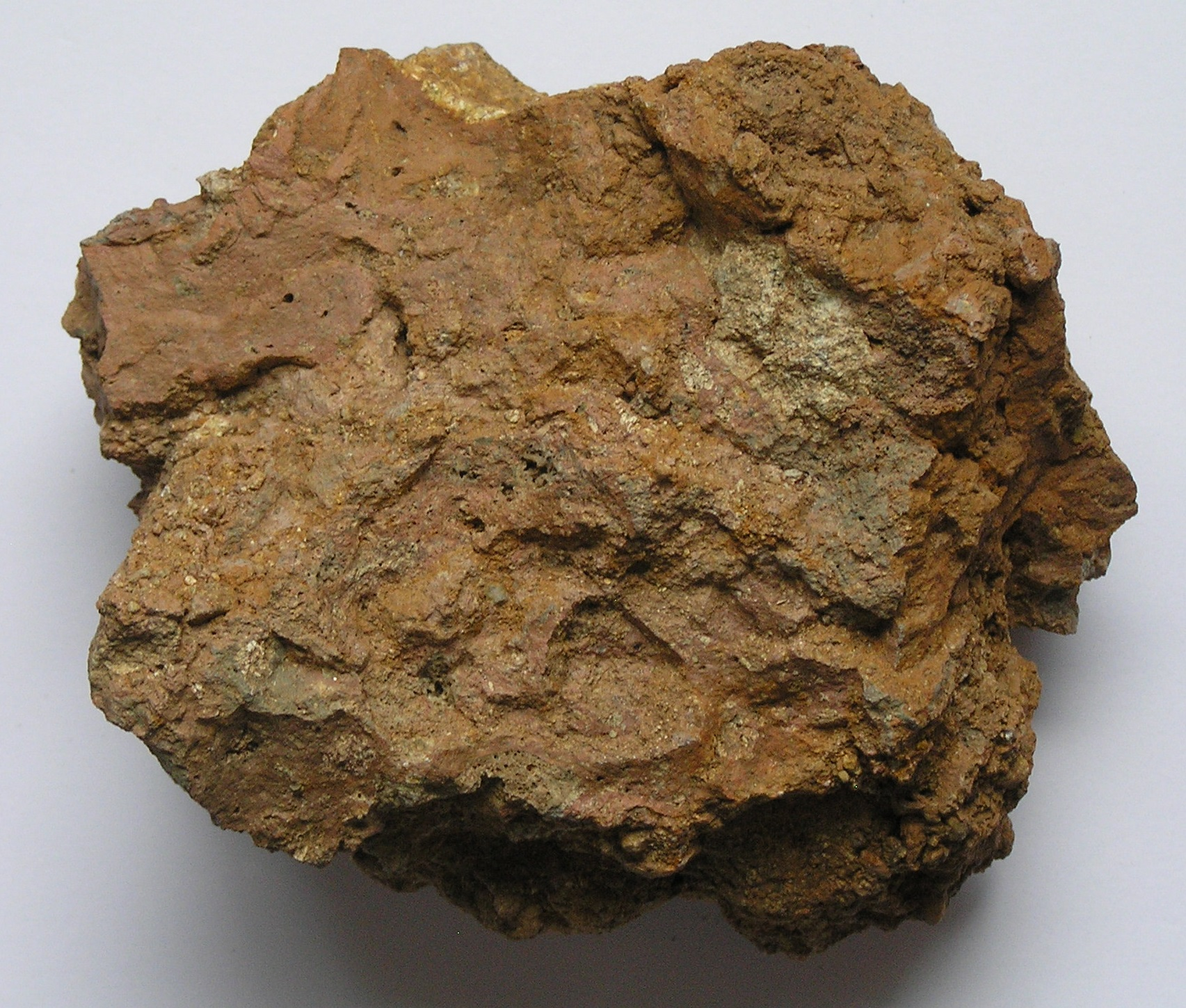
Roter Suevit (Impaktschmelzfluss) aus dem Nördlinger Ries

Bei oberflächlichen Suevit-Vorkommen wittern die in der Grundmasse eingelagerten Glasbomben gelegentlich aus und können dann als isolierte Fundstücke aufgelesen werden. Wegen der Form, die diese Impaktgläser erhalten haben, als sie in zähflüssigem Zustand in die Luft geschleudert wurden, werden sie im Volksmund auch als Flädle bezeichnet.

### Verwendung

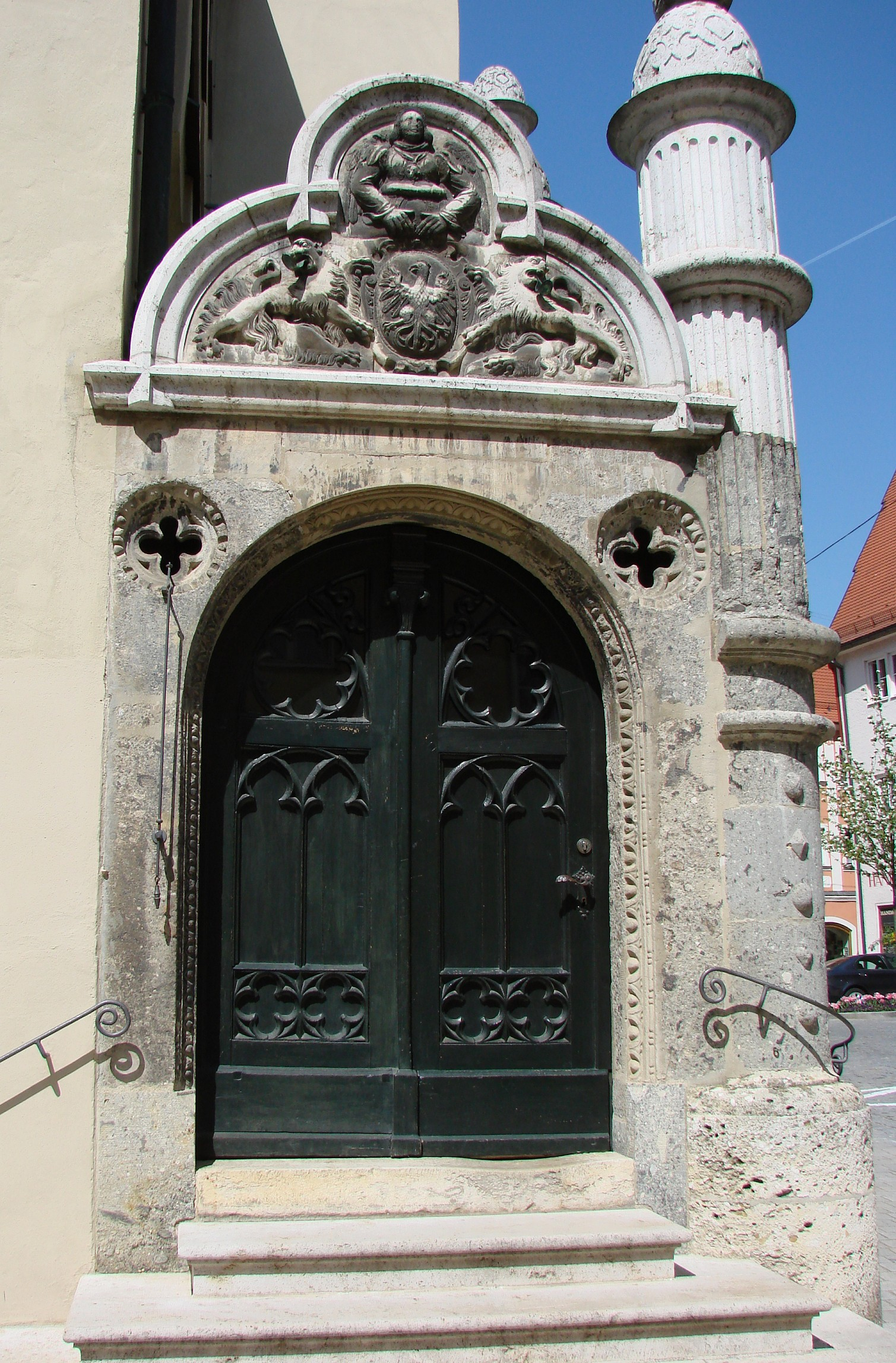
Bauwerk aus Suevit (Portal zur Treppe des Nördlinger Rathauses)

Da der poröse Suevit leicht zu bearbeiten ist und darüber hinaus hervorragende Dämmeigenschaften aufweist, wird er in der Umgebung des Rieses schon seit der Römerzeit als Baustein verwendet. Zahlreiche aus Suevit errichtete Gebäude, darunter die Nördlinger St.-Georgs-Kirche mit ihrem 90 m hohen Turm Daniel oder die Burgruine Niederhaus, zeugen davon. Da der Suevit durch die zunehmende Luftverschmutzung angegriffen wird und von Natur aus sehr porös ist, werden Restaurierungsarbeiten an den historischen Baubeständen heute mit einem täuschend ähnlichen Kunststein durchgeführt, dem geringe Mengen natürlichen Suevits beigemengt sind.
Zermahlener Suevit (der Ries-Trass) wurde seit der o. g. Beschreibung des „Feuerduftsteins“ durch Carl von Caspers als Beimengung zum Zement verwendet. Für bestimmte Spezialzemente („Trasszement“) wird der Suevit noch heute verwendet, so dass er in einigen Steinbrüchen industriell abgebaut wird.

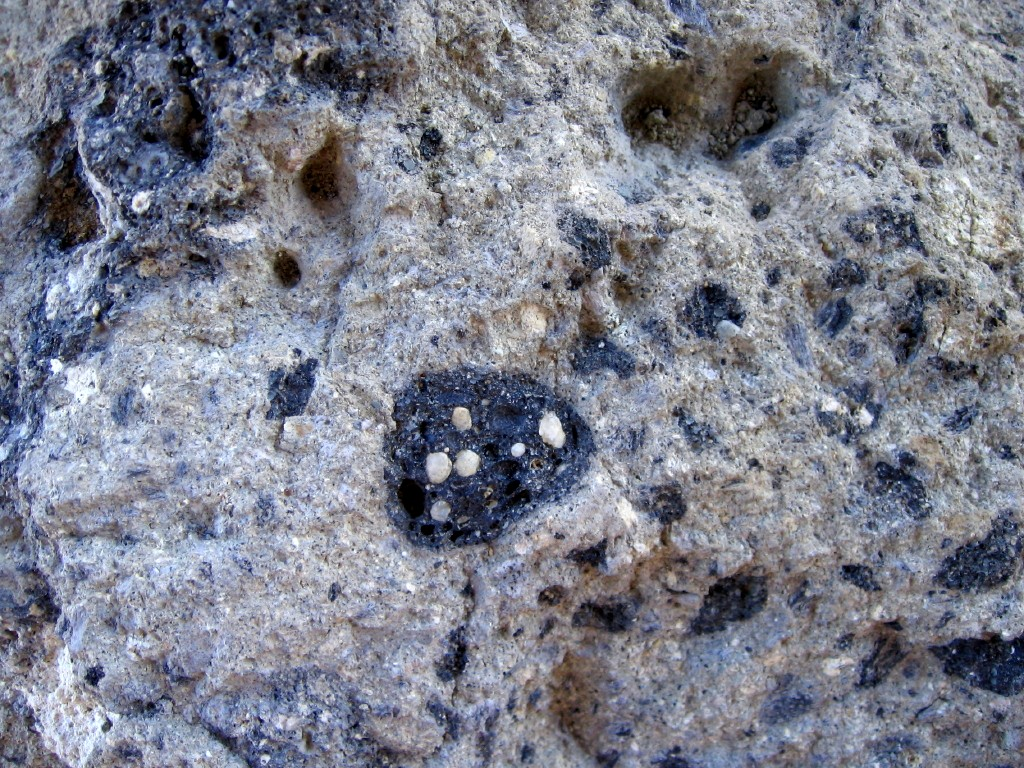
Suevit aus dem Nördlinger Ries
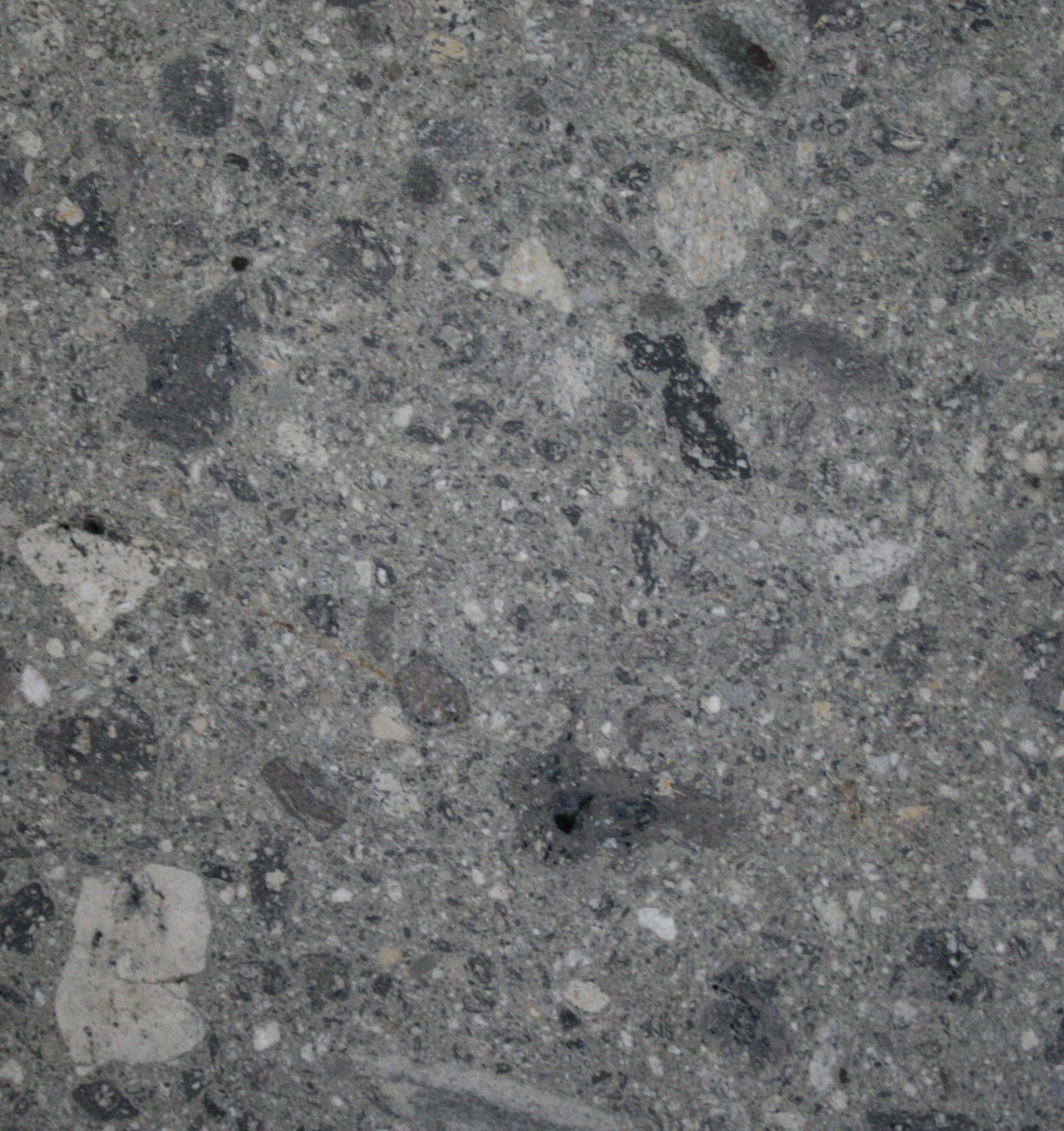
Geschliffene Oberfläche des Suevits aus Nördlingen
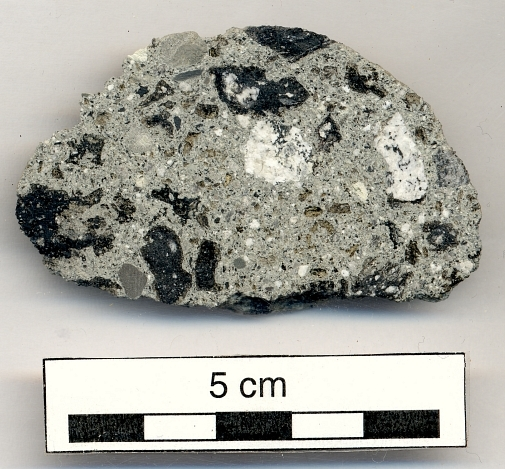
Suevit mit dunklen Gläsern aus dem Impaktkrater von Lahojsk (Logoisk) in Belarus
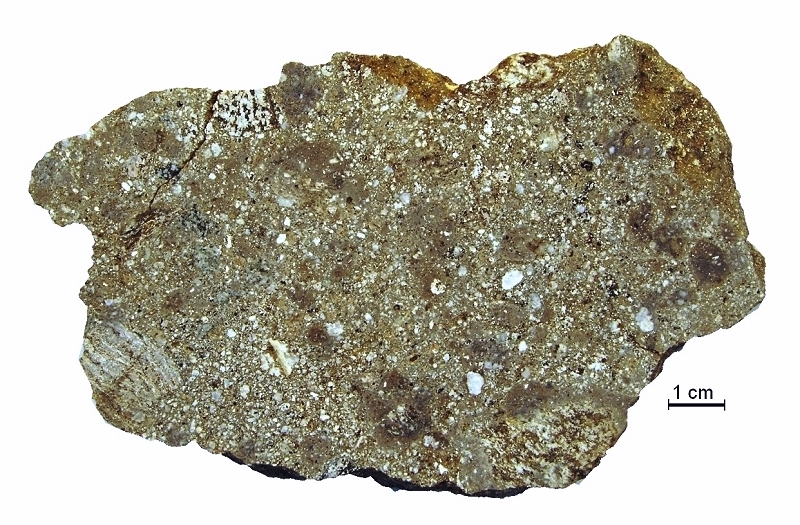
Suevit aus dem Impaktkrater von Manicouagan in Québec, Kanada
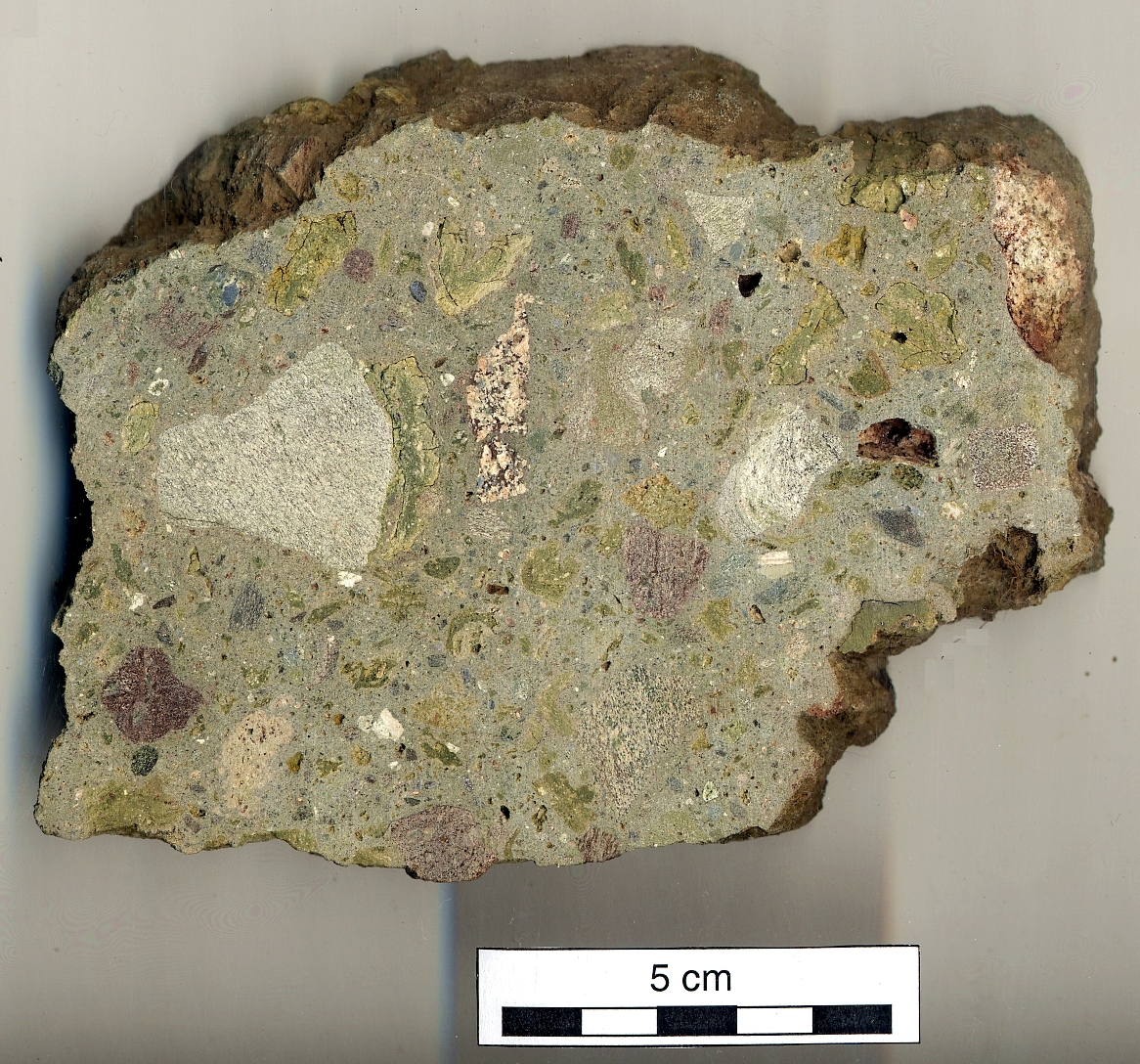
Grüner Suevit aus dem Impaktkrater von Rochechouart in Frankreich